# Diecéze Agathonice
Diecéze Agathonice je titulární diecéze římskokatolické církve.

## Historie
Agathonice, ztotožnitelné s Palicastro či Belatitsa v dnešním Bulharsku, je starobylé biskupské sídlo nacházející se v bývalé římské provincii Thrákie. Bylo součástí konstantinopolského patriarchátu a sufragánnou arcidiecéze Philippopolis v Thrákii.
Neznáme žádné biskupy tohoto sídla.
Dnes je využívána jako titulární biskupské sídlo, v současnosti nemá svého titulárního biskupa.

## Seznam titulárních biskupů
- Ferdinand Oesterhoff, O. Cist. (1723–1748)
- John Baptist Lamy (1850–1853)
- Pasquale Pagnucci, O.F.M. (1867–1901)
- William Brasseur, C.I.C.M. (1948–1993)